# Лунар орбитер-2
Лунар орбитер-2 (англ. Lunar Orbiter 2) — автоматический беспилотный космический аппарат NASA, разработанный в рамках программы «Лунар орбитер». В число основных задач миссии входило получение детальных фотоснимков лунной поверхности для определения мест безопасной посадки космических аппаратов «Аполлон» и «Сервейер», а также развитие наших знаний о Луне. В частности, уточнение параметров гравитационного поля Луны для уточнения траектории полёта, измерение мощности потока микрометеоритов и доз облучения в лунной среде. Все цели миссии были выполнены: в общей сложности было сделано 211 фотографий с 40 положений на лунной орбите.

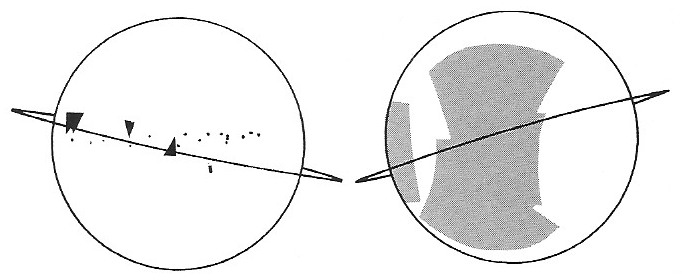
Орбита аппарата и фотографическое покрытие Видимой стороны Луны (слева) и Обратной стороны Луны (справа)

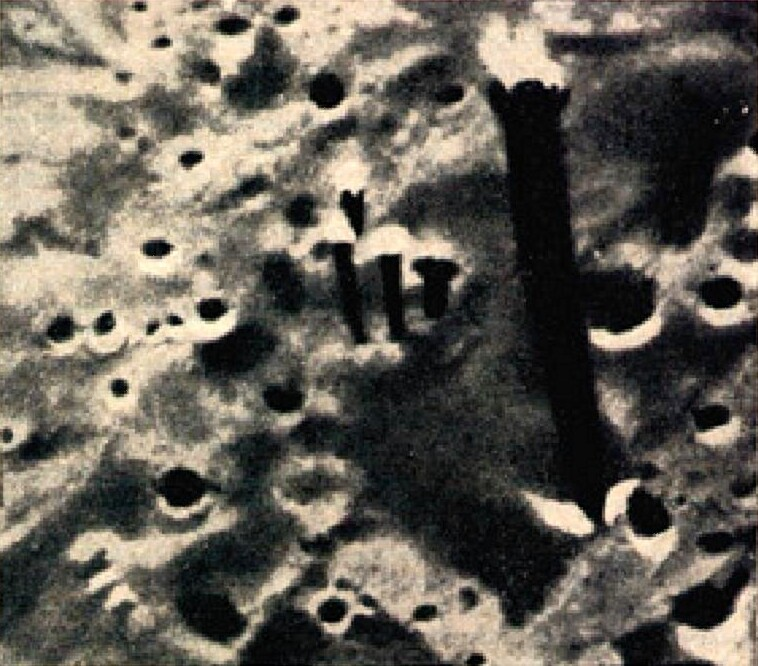
Фотография от 20 ноября 1966, сделана с высоты 47 км над Морем Спокойствия.

## Хронология полёта
Лунар орбитер-2 достиг цели через 92,5 часов полёта. Его первоначальная орбита составляла 196 × 1850 км при наклонении 11,8°. Через пять дней орбитального полёта перицентр был снижен до 50 км. 7 декабря 1966 года, в последний день считывания данных, был повреждён усилитель, в результате чего было утеряно шесть фотографий. 8 декабря наклонение аппарата было изменено до уровня 17,5° с целью получения новых данных о лунной гравитации. За время исследований было зарегистрировано три микрометеоритных удара. В дальнейшем аппарат использовался для отслеживания траектории, пока 11 октября 1967 года его не вывели из орбиты. Лунар орбитер-2 совершил жёсткую посадку в 3,0° с.ш., 119,1° в.д. по селенографическим координатам.